# Amalienborg
Amalienborg är ett kungligt residens i Köpenhamn. Det utgörs av en slottsanläggning med fyra separata rokokopalats runt ett centralt torg.

## Historik
Slottet har formen av ett palatskomplex bestående av fyra separata palats. Platsen uppkallades efter drottning Sofia Amalia eftersom det under 1600-talet låg ett slott uppfört åt just henne där, som sedan brann ned. Ett antal familjer fick därefter tillstånd att uppföra sina privata palats där. Palatsen uppfördes mellan 1748 och 1760 i rokoko av Nicolai Eigtved. Palatsen användes som fyra separata privatbostäder fram till år 1794, då de inköptes som bostad åt kungafamiljen efter att Christiansborgs slott brunnit ned.

## Utformning
Palatsen grupperar sig kring en gård i korsningen mellan fyra gator, som strålar samman på platsen. En av dem löper genom en kolonnad vid två av palatsen. På gården mellan palatsen finns en ryttarstaty av Fredrik V, som bekostades av Asiatisk Kompagni, utfördes av Jacques Saly och kom på plats 1771. 

## De fyra palatsen
- Christian VIII:s palats (på danska Christian 8:s palæ), Amalienborgmuseet.
- Christian IX:s palats (Christian 9:s palæ), residens för drottning Margrethe II.
- Frederik VIII:s palats (Frederik 8:s palæ), residens för kung Frederik X och drottning Mary. Tidigare var palatset bostad för kungens mormor, drottning Ingrid.
- Christian VII:s palats (Christian 7:s palæ), mottagnings- och representationslokaler.

Förutom palatsen finns, väster om slottet, kupolkyrkan Frederikskirken, även benämnd Marmorkirken. Den ingick ursprungligen i planen över slottet och området. Dessa byggnader och planen ritades av arkitekten Nicolai Eigtved.
Vid slottet står soldater ur Den Kongelige Livgarde ständigt posterade.

## Förslag till världsarv
Amalienborg blev den 1 september 1993 uppsatt på Danmarks lista över förslag till världsarv, den så kallade "tentativa listan".

## Bildgalleri

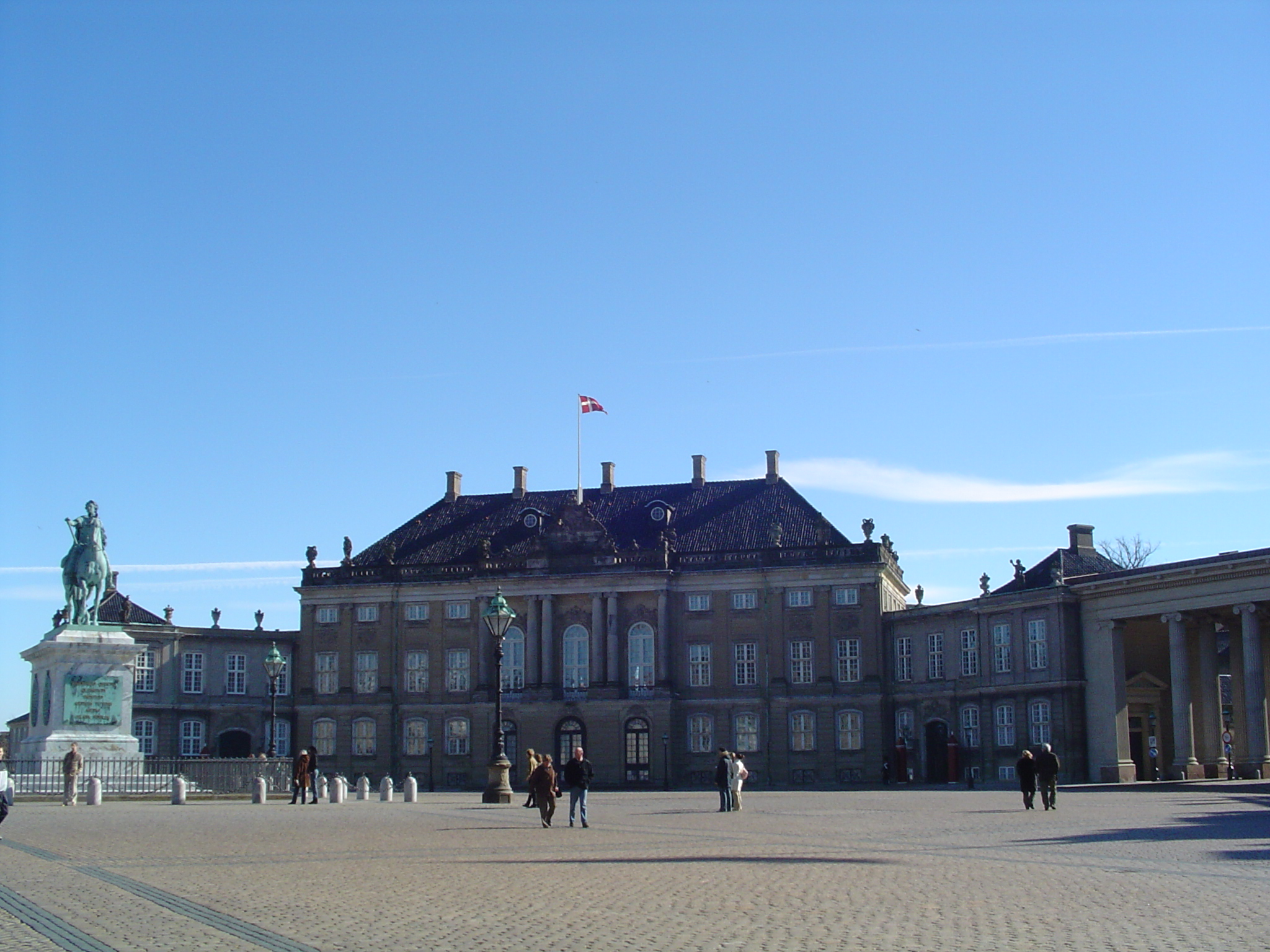
Christian IX:s Palæ (södra flygeln)
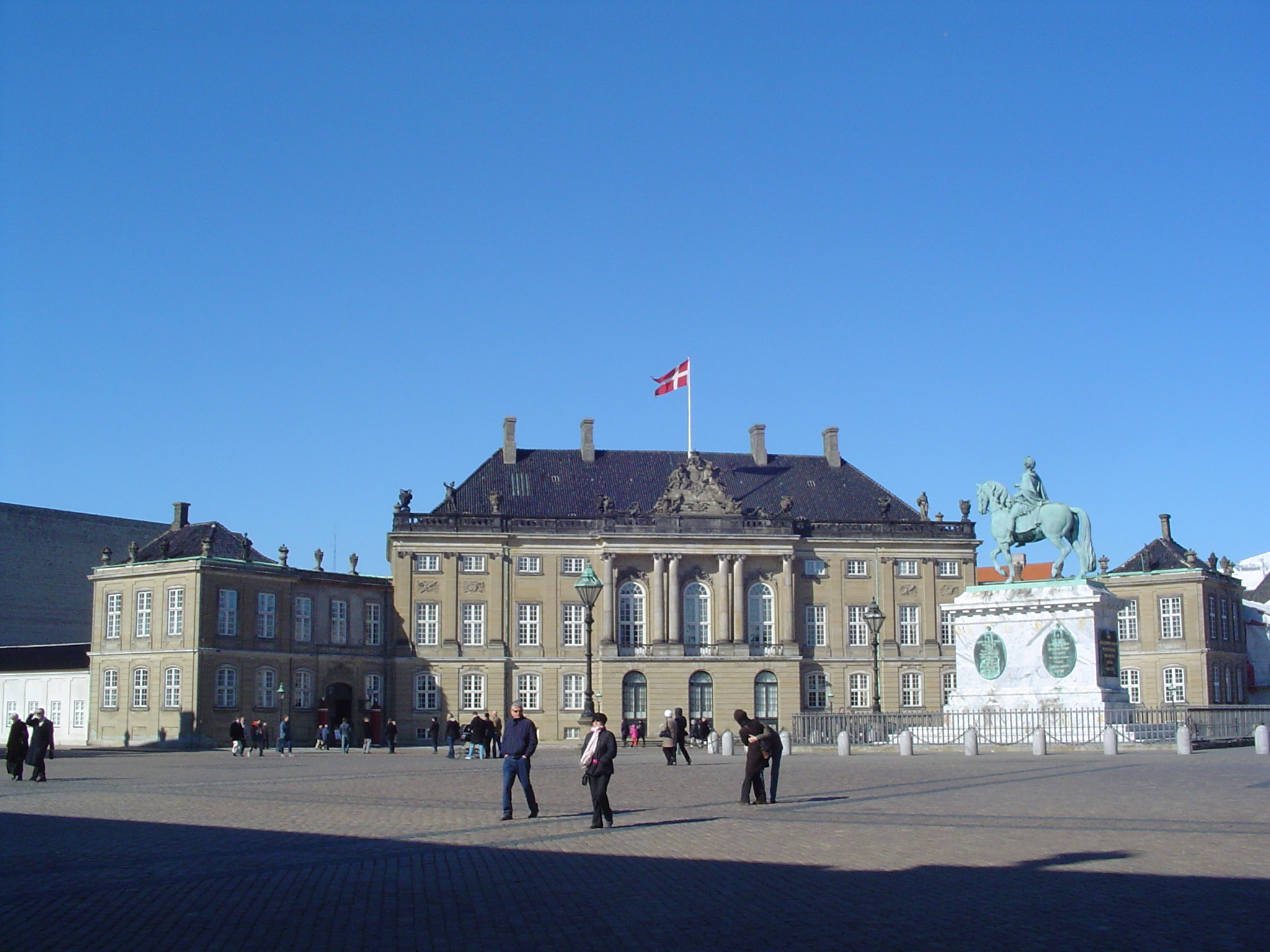
Christian VIII:s Palæ (norra flygeln)
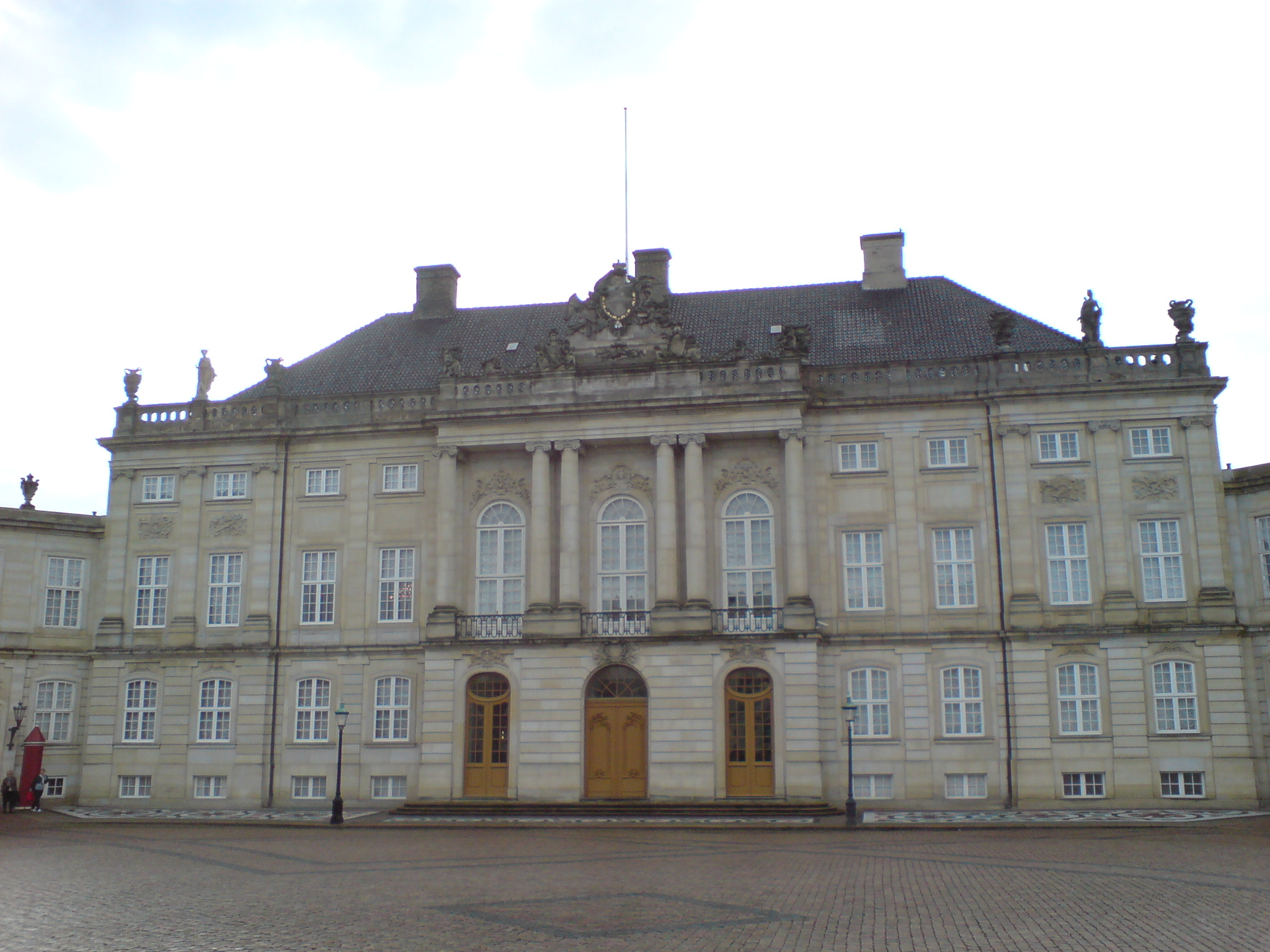
Christian VII:s Palæ (västra flygeln)
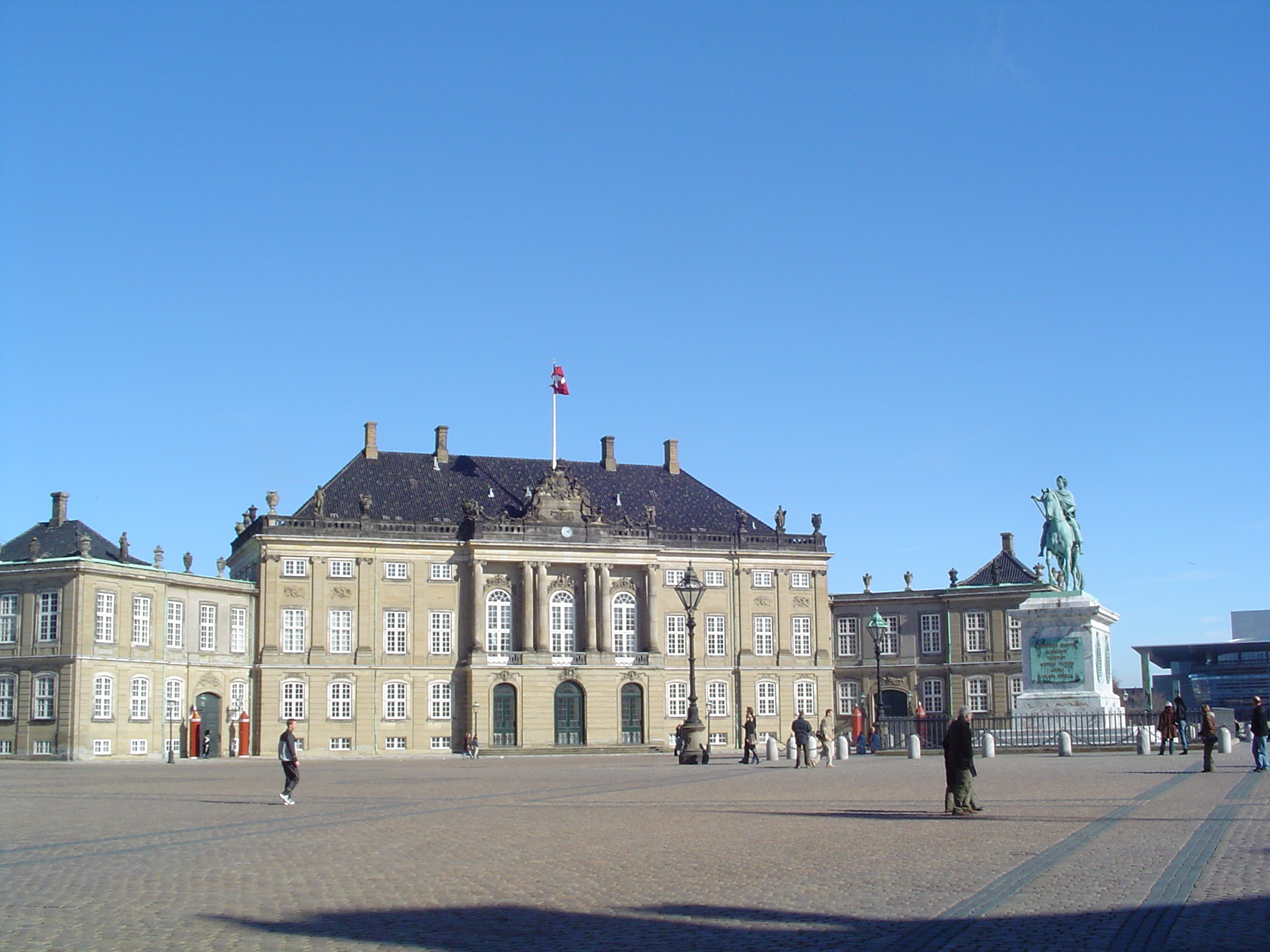
Frederik VIII:s Palæ (östra flygeln)

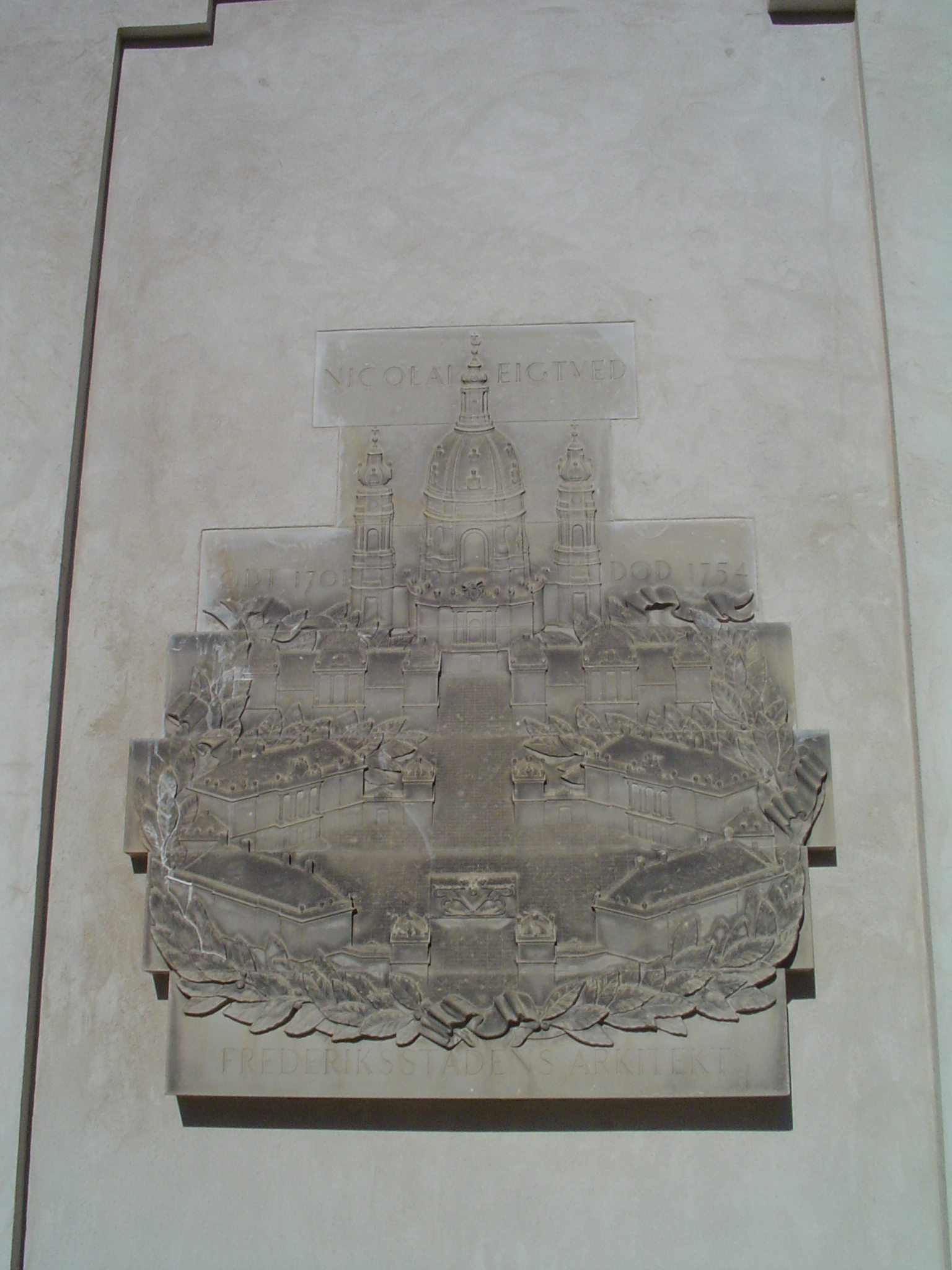
Den ursprungliga planen över slottet tillsammans med Marmorkyrkan, allt ritat av arkitekten Nicolai Eigtved
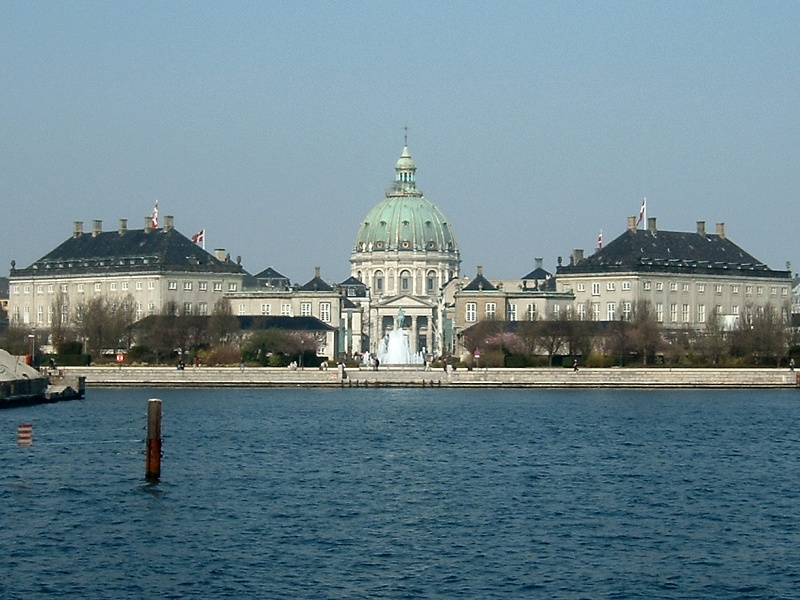
Amalienborg, sett från Köpenhamns opera
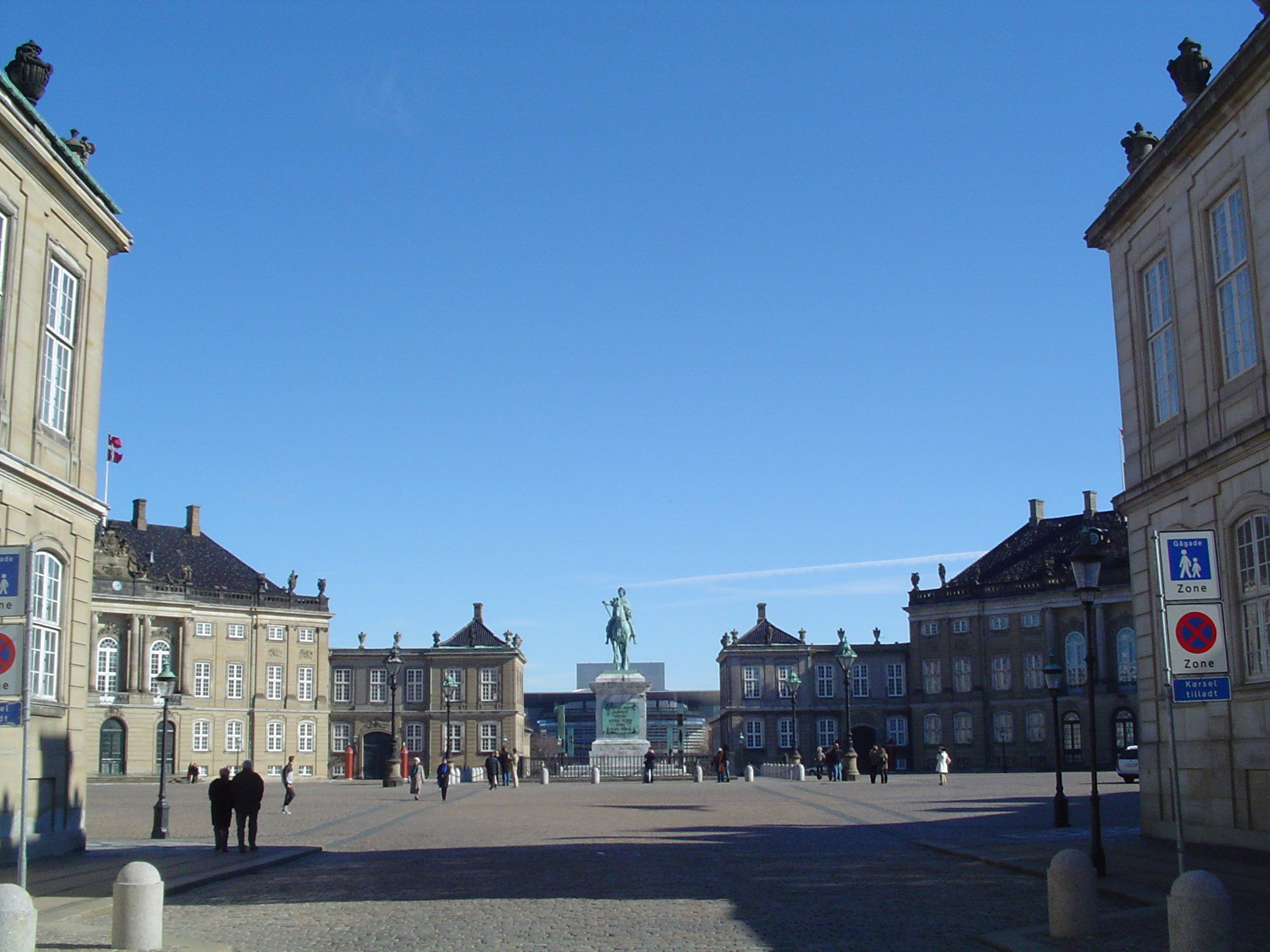
Köpenhamns opera sedd från Amalienborg (bakom statyn)
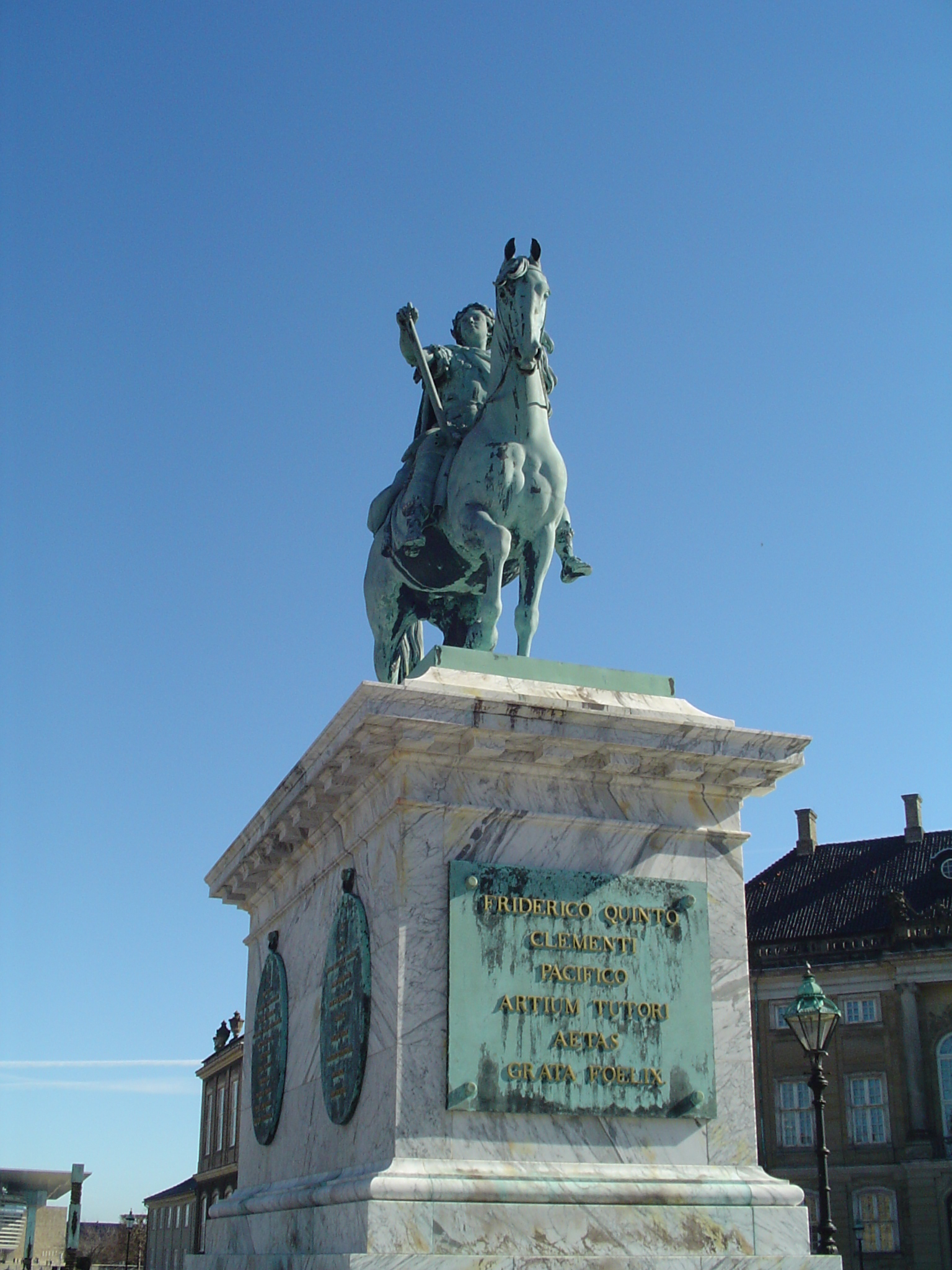
Staty över Fredrik V

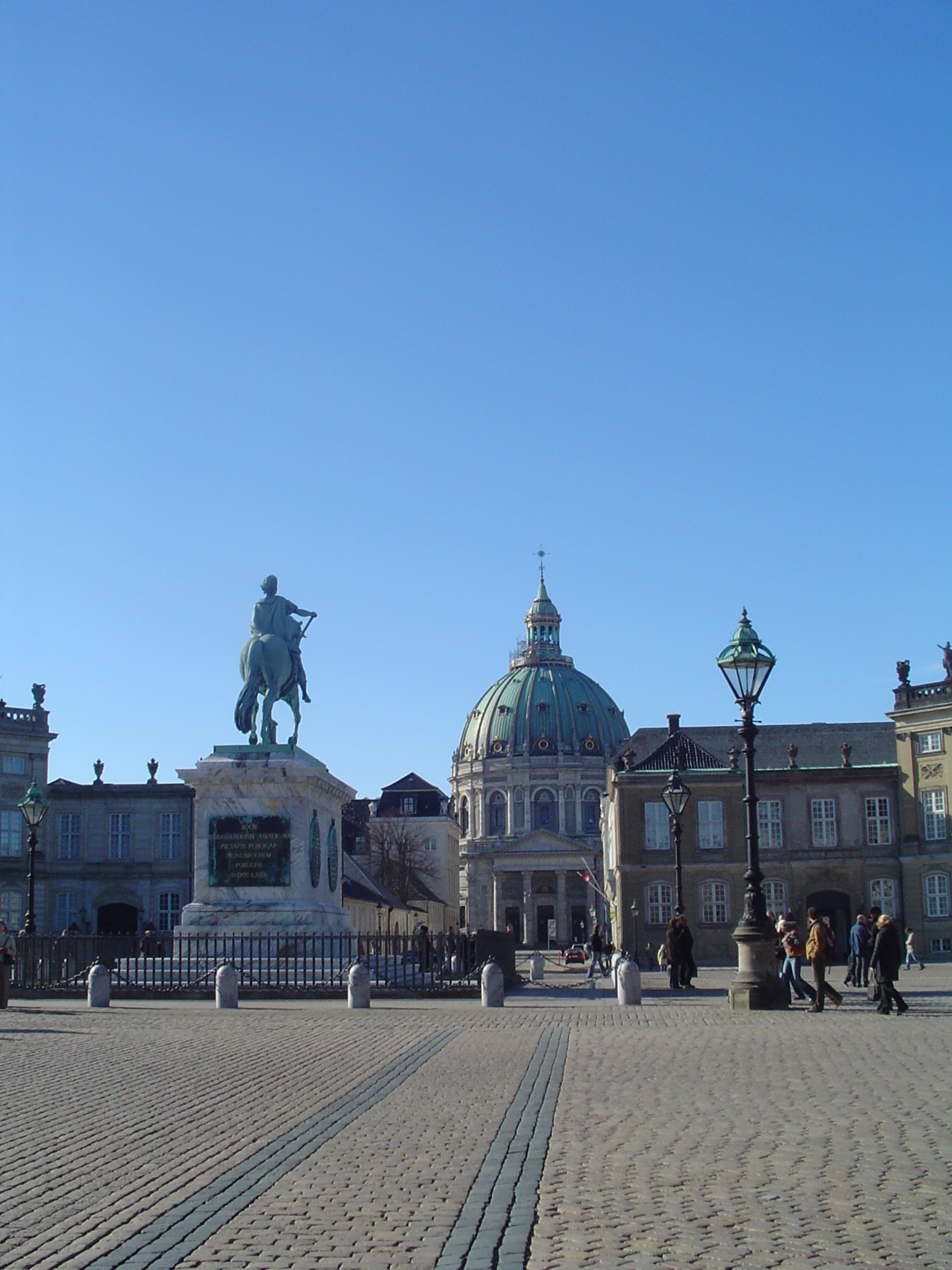
Vy över Amalienborg med Marmorkyrkan i bakgrunden
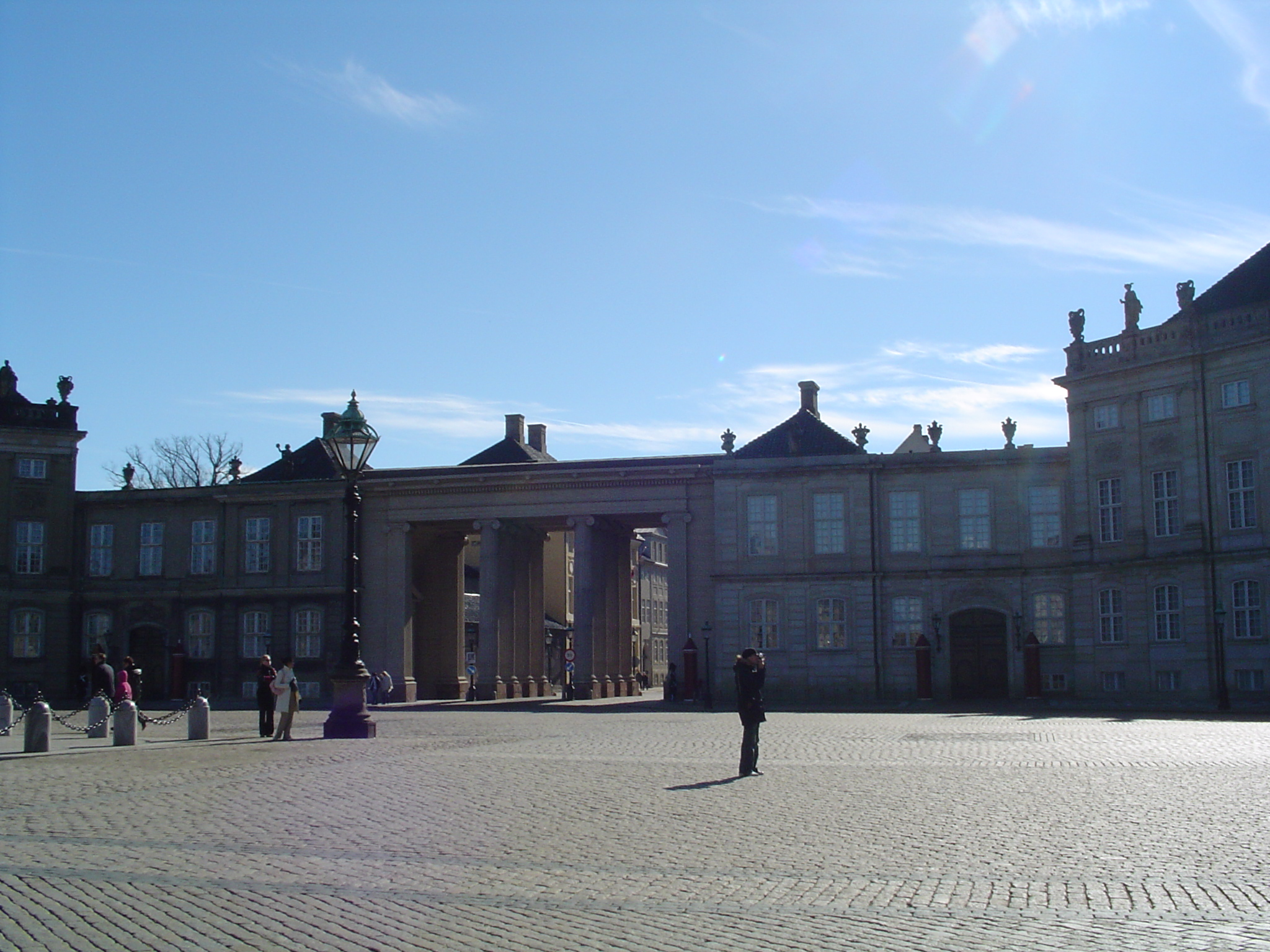
Pelare över ingången från Amaliegade
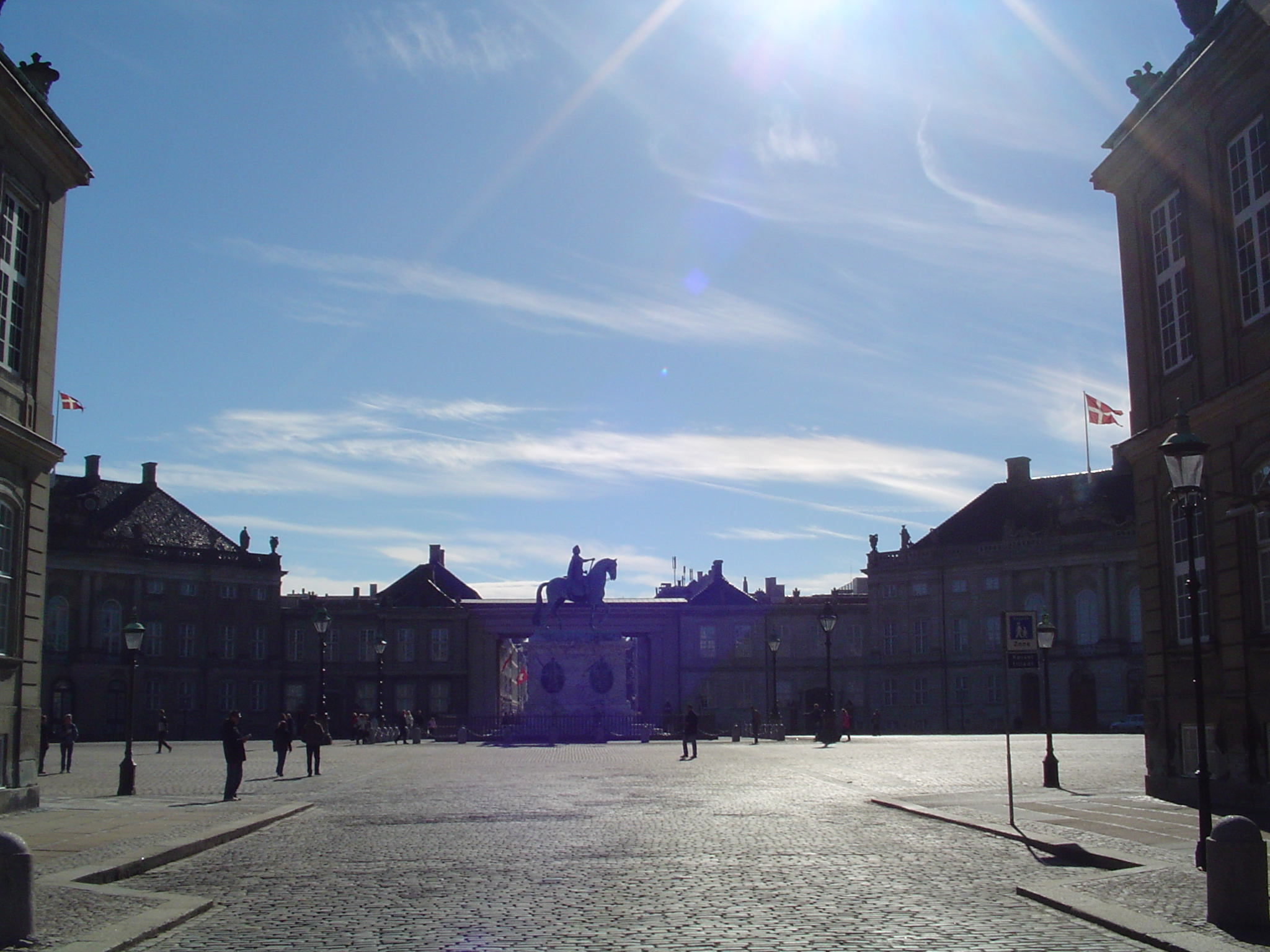
Vy från Amaliegade, med pelarna på andra sidan borggården
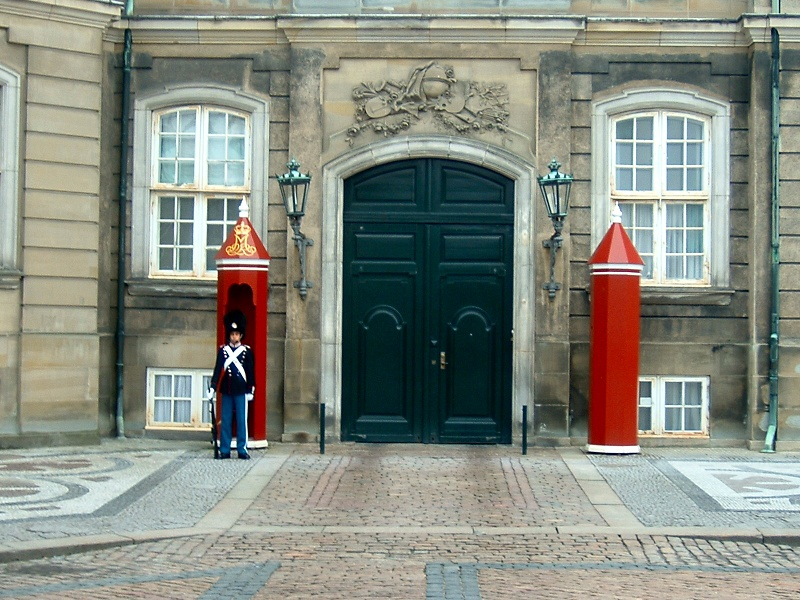
Högvakt vid Amalienborg